# Durowo (obwód kurski)
Durowo (ros. Дурово) – wieś (ros. село, trb. sieło) w zachodniej Rosji, centrum administracyjne sielsowietu durowskiego w rejonie rylskim obwodu kurskiego.

## Geografia
Miejscowość położona jest nad rzeką Kamienka, 12,5 km od centrum administracyjnego rejonu (Rylsk), 118 km od Kurska.
W granicach miejscowości znajduje się 99 posesji.

## Demografia
W 2010 r. miejscowość zamieszkiwało 141 osób.